# Ке-де-ла-Гар (станция метро)
Ке-де-ла-Гар (фр. Quai de la Gare) — станция линии 6 Парижского метрополитена, расположенная в XIII округе Парижа. Названа по одноимённым набережной и сложившемуся рядом кварталу де ла Гар. Рядом со станцией располагаются Министерство финансов Франции и дворец спорта Париж-Берси.

## История
- Станция открылась 1 марта 1909 года в составе оригинального участка линии 6 (Плас д’Итали — Насьон), в то время как остальная часть нынешней линии вошла в её состав лишь в 1942 году.
- Пассажиропоток по станции по входу в 2011 году, по данным RATP, составил 2 999 174 человек[2]. В 2013 году этот показатель вырос до 3 058 367 пассажиров (173 место по уровню входного пассажиропотока в Парижском метро)[3]

## Конструкция и оформление
Станция построена по проекту надземной крытой станции, аналогичному большинству надземных станций на этой линии 6 (кроме Пасси, Сен-Жака и Бель-Эр, расположенных непосредственно на поверхности земли). Оформление навеса сходно с тем, что использовался на надземных станциях линии 2, однако проект, использовавшийся на линии 6, отличается наличием общей крыши, накрывающей весь станционный комплекс.

## Галерея
- Состав модели MP 73 на станции
- Ночной вид
- Станция в 1909 году